# Кличев
Кличев (на беларуски: Клічаў; на руски: Кличев) е град в Беларус, административен център на Кличевски район, Могильовска област. Населението на града е 7512 души (по приблизителна оценка от 1 януари 2018 г.).

## История
За пръв път селището е споменато през 1592 година.